# Aparell sexual femení

1. Prepuci del clítoris; 2. Clítoris; 3. Llavi major; 4. Llavi menor; 5. Orifici uretral; 6. Orifici vaginal; 7. Perineu; 8. Anus

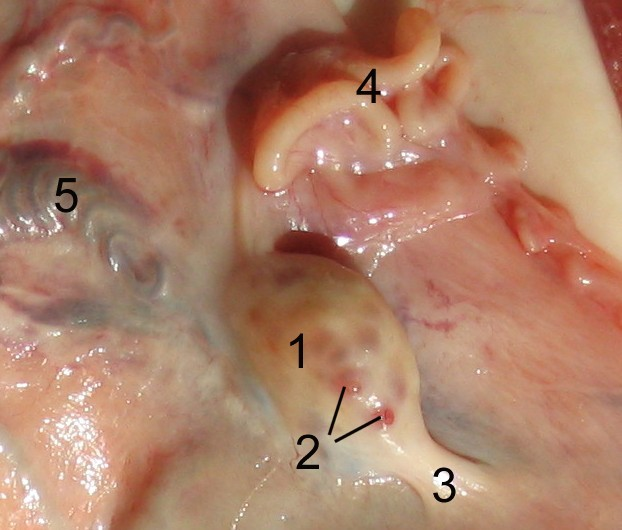
1. Ovari 2. Fol·licles en fase de creixement 4. Trompa de Fal·lopi

L'aparell sexual femení és la combinació d'estructures anatòmiques que tenen les dones per reproduir-se i experimentar plaer sexual. Aquest aparell inclou els òrgans externs, com la vulva, i els òrgans interns, com l'úter, les trompes de Fal·lopi i els ovaris.

## Anatomia
La vulva és la part externa de l'aparell sexual femení i inclou els llavis menors, els llavis majors, el clitoris i la vagina. Els llavis majors són dos plecs de pell que cobreixen parcialment els llavis menors, que al seu torn cobreixen la vagina. El clitoris és un òrgan eròtic molt sensible situat a la part superior de la vulva.
La vagina és un canal muscular que comunica l'úter amb l'exterior i que es dilata durant el part i la relació sexual. L'úter és un òrgan muscular que es troba a l'abdomen de la dona i on es desenvolupa l'embrió durant la gestació. Les trompes de Fal·lopi són dos conductes que connecten l'úter amb els ovaris i que transporten l'òvul fertilitzat des de l'ovari fins a l'úter. Els ovaris són dos glàndules que produeixen ovocits (òvuls).

## Glàndules auxiliars
Les glàndules auxiliars associades a l'aparell reproductor femení són estructures que produeixen fluids que ajuden a lubricar i hidratar la vagina i a mantenir la seva salut. Aquestes inclouen les glàndules vestibulars majors o glàndules de Bartholino, menors, i parauretrals, que es troben a la vulva i la vagina. És important mantenir una higiene adequada i utilitzar productes de neteja suaus per evitar problemes com inflamacions o infeccions.

## Benestar reproductiu i sexual
L'aparell sexual femení és una part important de la identitat de les dones i del seu benestar físic i emocional. És important que les dones tinguin accés a informació precisa i actualitzada sobre el seu cos i el seu funcionament, així com a atenció mèdica de qualitat per mantenir la seva salut reproductiva i sexual. A més, és important respectar la diversitat en les formes i característiques de l'aparell sexual femení i no caure en estereotips de gènere o en judicis de valor sobre ell.